# Gesamtelternbeirat
Der Begriff Gesamtelternbeirat (GEB) bezeichnet im baden-württembergischen Schulgesetz und der Verordnung des Kultusministeriums für Elternvertretungen und Pflegschaften an öffentlichen Schulen (Elternbeiratsverordnung) das Organ, welches sich aus je zwei Vertretern des Elternbeirats aller Schulen im Verwaltungsbereich und in Zuständigkeit des Schulträgers zusammensetzt.

## Zustandekommen
Ein Gesamtelternbeirat (GEB) wird nicht vom Schulträger initiiert oder ist ein ständiges Organ, sondern muss sich auf Elterninitiative gründen. In jeder Kommune mit mindestens zwei Schulen in öffentlicher Trägerschaft kann sich ein GEB bilden.
Schulträger und Schulaufsichtsbehörden sind zur Unterstützung der Tätigkeit eines GEB verpflichtet.

## Aufgaben
Die Aufgaben des Gesamtelternbeirates sind
- Fragen zu beraten, die alle Eltern an öffentlichen Schulen dieses Schulträgers angehen.
- zum Verständnis für die Entwicklung an öffentlichen Schulen beitragen.
- Anregungen, Anträge und Wünsche von Mitgliedern im Schulbeirat zu diskutieren und zu unterstützen.
- Vorschläge und Empfehlungen an den Schulträger und an Schulämter zu transportieren.
- die beweglichen Ferientage für den Geltungsbereich des Schulträgers festzulegen.

## Personellen Besetzung eines Gesamtelternbeirats und dessen Vernetzung
In der Regel besteht ein Gesamtelternbeirat (GEB) aus den beiden Vorsitzenden der Elternbeiräte jeder Schule in öffentlicher Trägerschaft innerhalb der Kommune. Die Schul-Elternbeiräte können aber auch spezielle Delegierte als Mitglieder entsenden.
Die Elternbeiratsvorsitzenden von Schulen in privater Trägerschaft können, wenn sie für ihre Wahl die gleichen Voraussetzungen erfüllen wie die von Schulen in öffentlicher Trägerschaft, auch Mitglieder im Gesamtelternbeirat werden.
Aus der Mitte des Gesamtelternbeirats wird der Gesamtelternbeiratsvorsitzende und dessen Stellvertreter gewählt.
Die Elternbeiratsverordnung sieht ausdrücklich vor, dass Gesamtelternbeiräte verschiedener Orte sich zu überregionalen Arbeitskreisen zusammenschließen können.

## Gesamtelternbeirat Kindertagesstätten (GEB KiTas)
Entsprechend gibt es in Baden-Württemberg einen Gesamtelternbeirat für Kinderbetreuungseinrichtungen, wozu Kindergärten, Kindertagesstätten und Schülerhorte gehören, dem die Elternbeiratsvorsitzenden aller Kinderbetreuungseinrichtungen im Kreis oder der Stadt angehören und der zu allen Fragen rund um Kinderbetreuungseinrichtungen, von Baumaßnahmen über den Personalschlüssel bis zur Gebührenordnung gehört werden soll.